# Rafael Portugal
Rafael Portugal (Rio de Janeiro, 15 de fevereiro de 1985) é um ator, cantor, compositor e humorista luso-brasileiro. É conhecido por ter atuado em canais de comédia no YouTube, estando atualmente no Porta dos Fundos. Também ganhou grande destaque ao participar do Quadro CAT no Big Brother Brasil 20 e Big Brother Brasil 21; e do programa A Culpa é do Cabral.

## Biografia
Rafael Portugal nasceu em Realengo, na cidade do Rio de Janeiro. Antes de se tornar ator e comediante, Rafael Portugal trabalhava como repositor de supermercado, auxiliar de escritório e já tentou abrir uma loja de roupas. Aprendeu a tocar violão sozinho e tem até hoje 12 canções gravadas por diferentes artistas. Uma delas, "João de Barro", foi cantada por Leandro Léo em um DVD de Maria Gadú.

## Carreira

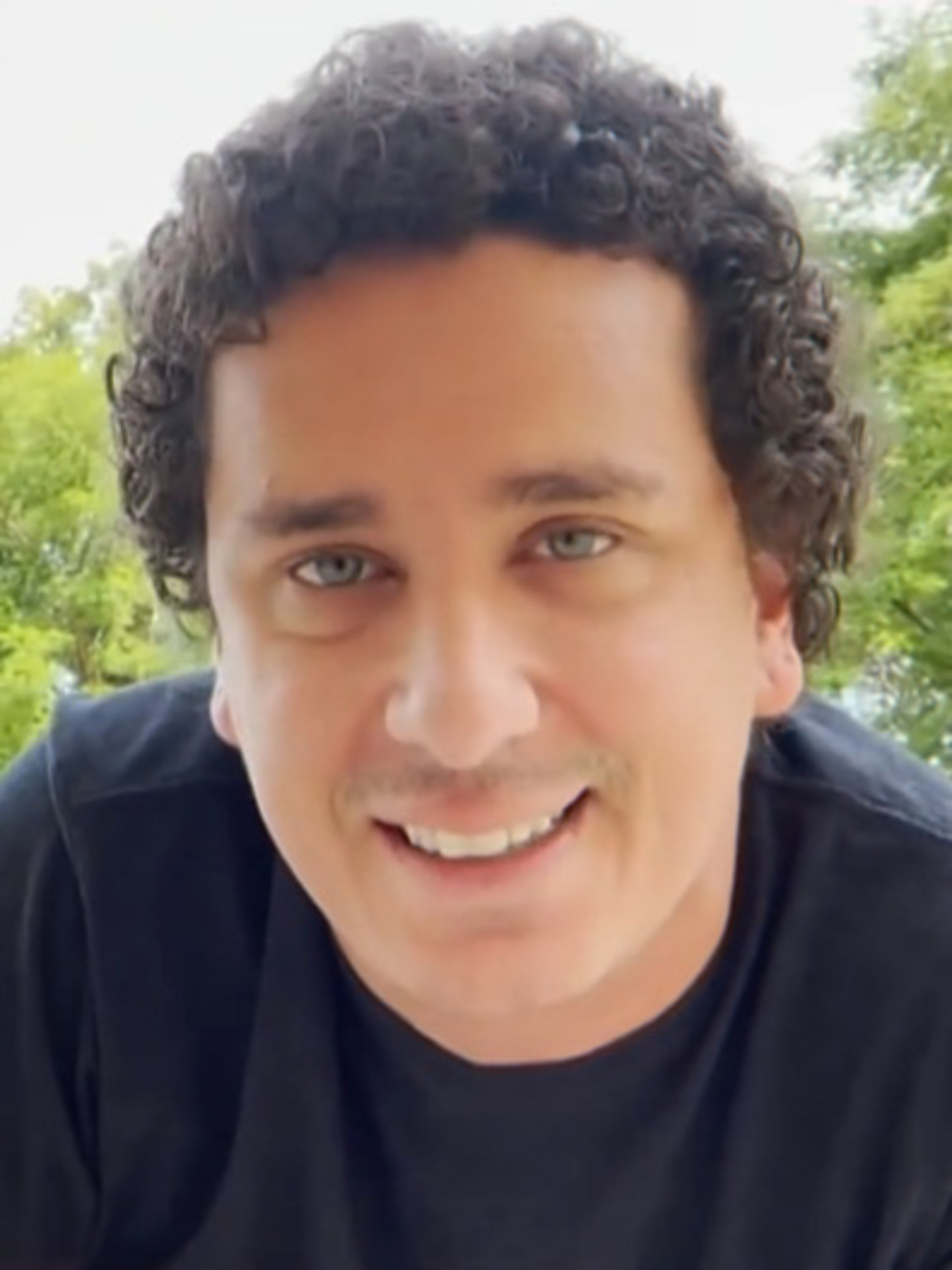
Portugal em 2021.

Portugal começou sua carreira como ator de teatro, aos 15 anos, quando ingressou no teatro "Cia. Atos e Atores" após incentivo de sua mãe. Foi figurante da telenovela Malhação. Sua vida artística na internet começou no canal Ixi, formado por amigos do bairro de Realengo. Em seguida, foi convidado para trabalhar no Parafernalha, criado pelo Felipe Neto. Foi finalista do Prêmio Multishow de Humor em 2015 e, na mesma época, chamado para integrar a equipe do Porta dos Fundos, onde está até hoje. Em 2016 estreou no cinema com o filme Porta dos Fundos: Contrato Vitalício, interpretando Paulo. Portugal participou de um curta-metragem de Whindersson Nunes chamado "A Placa de Rubi - A Chibatada Final" que estreou em 17 de fevereiro de 2019 no YouTube. Venceu o prêmio Risadaria como Melhor Ator de Comédia em 2017. Desde 2016, participa também do programa A Culpa é do Cabral, do canal humorístico de TV fechada Comedy Central.
Em 2020 e em 2021 se destacou com quadro de humor no Big Brother Brasil, o "CAT".
Em 27 de abril de 2021, Rafael Portugal estreou no programa de Rafa Kalimann na Globoplay, o "Casa Kalimann".

## Filmografia

### Televisão
| Ano           | Título                           | Personagem     | Notas                                                           |
| ------------- | -------------------------------- | -------------- | --------------------------------------------------------------- |
| 2015          | Aí Eu Vi Vantagem                | Beto           | Episódio: "Justinho Baby"                                       |
| 2016–presente | A Culpa é do Cabral              | Apresentador   |                                                                 |
| 2018          | A Culpa é do Cabral - Na Estrada | Apresentador   |                                                                 |
| 2019          | O Último Desejo                  | Beto (Betinho) |                                                                 |
| 2019–20       | Homens?                          | Pênis          |                                                                 |
| 2019          | Borges                           | Pablo Souza    |                                                                 |
| 2020          | Dra. Darci                       | Jarbas         | Episódio: "Caiu na Rede é Peixe"                                |
| 2020–21       | Big Brother Brasil               | Atendente      | Quadro: "CAT BBB"                                               |
| 2021          | 5x Comédia                       | Zezinho        | Episódio: "Colapso"                                             |
| 2021          | Carcereiros                      | Robinho        |                                                                 |
| 2022–presente | Domingão com Huck                | Comentarista   | Quadro: “Batalha do Lip Sync” Quadro: “Acredite em Quem Quiser” |
| 2022          | Coração Suburbano                | Apresentador   |                                                                 |
| 2023–presente | Portugal Show                    | Apresentador   |                                                                 |
| 2024          | 5x Comédia                       | Geraldo        | Episódio: "A Vida É um Jogo"                                    |
| 2024          | Cosme e Damião: Quase Santos     | Damião         |                                                                 |

### Cinema
| Ano  | Título                               | Personagem         | Notas      |
| ---- | ------------------------------------ | ------------------ | ---------- |
| 2016 | Porta dos Fundos: Contrato Vitalício | Paulo              |            |
| 2016 | Festa da Salsicha                    | Viciado            | Dublagem   |
| 2018 | Se Beber, Não Ceie                   | Diego              |            |
| 2019 | Chorar de Rir                        | Jotapê Santana     |            |
| 2019 | Carcereiros: O Filme                 | Enfermeiro/ Pastor |            |
| 2019 | A Primeira Tentação de Cristo        | José               |            |
| 2020 | Os Espetaculares                     | Italo              |            |
| 2021 | Cabras da Peste                      | Robson             | Apenas voz |
| 2021 | Amor Sem Medida                      | Raul               |            |
| 2021 | Peçanha Contra o Animal              | Marcus             |            |
| 2022 | Juntos e Enrolados                   | Júlio              |            |
| 2022 | Tô Ryca 2                            | Grácio             |            |
| 2022 | Os Suburbanos: O Filme               | Taxista            |            |
| 2022 | O Espírito do Natal                  | Beto               |            |

## Teatro
| Ano           | Título          | Personagem | Notas    |
| ------------- | --------------- | ---------- | -------- |
| 2016          | Enfim, Só       | Ele mesmo  | Stand-up |
| 2016-presente | Eu Comigo Mesmo | Ele mesmo  | Stand-up |

## Prêmios e indicações
| Ano  | Prêmio                        | Categoria                                | Trabalho                 | Resultado |
| ---- | ----------------------------- | ---------------------------------------- | ------------------------ | --------- |
| 2015 | Prêmio Multishow de Humor     | Humorista                                | Rafael Portugal          | Finalista |
| 2017 | Prêmio Risadaria              | Melhor Ator de Comédia                   | Rafael Portugal          | Venceu    |
| 2020 | Prêmio F5                     | Melhor Ator de Série/programa de Humor   | CAT BBB                  | Venceu    |
| 2020 | Splash Awards                 | Melhor Humorista                         | CAT BBB                  | Indicado  |
| 2020 | Troféu APCA                   | Humor                                    | CAT BBB                  | Venceu    |
| 2020 | MTV Millennial Awards Brasil  | Ri Alto                                  | Rafael Portugal          | Indicado  |
| 2021 | Prêmio iBest                  | Influenciador do Ano - RJ (voto popular) | Rafael Portugal          | Venceu    |
| 2021 | MTV Millennial Awards         | Ri Alto                                  | Rafael Portugal          | Indicado  |
| 2021 | Festival Sesc Melhores Filmes | Melhor Ator Nacional                     | Os Espetaculares         | Indicado  |
| 2021 | Meus Prêmios Nick             | Artista de TV Masculino                  | CAT BBB                  | Indicado  |
| 2021 | Prêmio F5                     | Melhor Ator de Humor                     | CAT BBB                  | Venceu    |
| 2021 | Splash Awards                 | Melhor Humorista                         | CAT BBB                  | Indicado  |
| 2021 | Veja Rio - Cariocas do Ano    | Humor                                    | CAT BBB: Eu Comigo Mesmo | Venceu    |
| 2023 | Melhores do Ano               | Humor                                    | Domingão com Huck        | Indicado  |
| 2024 | Prêmio iBest                  | Stand-up                                 | Eu Comigo Mesmo          | Pendente  |
| 2024 | Prêmio iBest                  | Humorista do Ano                         | Eu Comigo Mesmo          | Pendente  |
| 2024 | Prêmio iBest                  | Influenciador Rio de Janeiro             | Rafael Portugal          | Pendente  |